# Xã Auburn, Quận Geauga, Ohio
Xã Auburn (tiếng Anh: Auburn Township) là một xã thuộc quận Geauga, tiểu bang Ohio, Hoa Kỳ. Năm 2010, dân số của xã này là 6.443 người.